# Amici per la pelle
Amici per la pelle és una pel·lícula italiana dirigida el 1955 per Franco Rossi. Fou nominada al 10è British Academy of Film and Television Arts i va rebre el Premi OCIC al 16a Mostra Internacional de Cinema de Venècia.

## Sinopsi
Història de l'amistat de dos escolars, Mario Camurati, de classe mitjana i amb caràcter extrevertit, i Franco Petrocinetti, fil d'un cònsol orfe de mare i introvertit. que estudien a l'Institut Giuseppe Mazzini. A causa d'un petit incident escolar es fan amics. La seva amistat, però, es va deteriorant fins que Franco i el seu pare marxen cap a una altra destinació 

## Repartiment
- Geronimo Meynier... Mario
- Andrea Sciré... Franco
- Vera Carmi... La mare di Mario
- Luigi Tosi... El pare di Mario
- Carlo Tamberlani... El pare di Franco
- Paolo Ferrara.. Professor Martinelli
- Marcella Rovena... Professora d'anglès
- Leonilde Montesi... Professora de llatí
- Ignazio Leone... Professor de gimnàstica
- Maria Chiara Bettinali... Margherita
- Isabella Nobili... Alumna
- Renata Bousquet... Alumna
- Roberto Illuminati... Alumno
- Emilio Telve… Alumno
- Angelo Bizzoni ... Alumno
- Vittorio Casali ... Alumno
- Giancarlo Margheriti ... Alumno
- Giancarlo Tiburzi ... Alumno